# Rubí (filme)
Rubí é um filme de drama mexicano produzido em 1970 por Carlos Enrique Taboada e protagonizado por Irán Eory e Aldo Monti. O filme é baseado na história em quadrinhos homônima escrita por Yolanda Vargas Dulché, também baseado na teleovela do mesmo nome, conta a história de uma mulher pobre, porém ambiciosa, que se apaixona por Alejandro del Valle e provoca vários problemas para conseguir conquistá-lo.

## Elenco
- Irán Eory - Rubí
- Aldo Monti - Alejandro del Valle
- Carlos Bracho -  César Valdés
- Alicia Bonet - Maribel
- Miguel Ángel Álvarez Tomé - Sr. Rodríguez
- Adriana Roel - Eloísa
- Rosa María Gallardo - Cristina
- Alfonso Mejía - Dr. Cuevas
- Carlos Agostí - Dr. Beltrán
- Fanny Schiller - Toña
- Sara Guasch - Mãe de Rubí
- Julián de Meriche - Joyero
- Raúl Meraz
- Vicky Hernández
- Gladys Muñoz
- Miguel Gómez Checa
- Alfonso Munguía
- María Eugenia Vargas

## Outras versões

### História em quadrinhos
- Rubí (1963) – HQ escrita por Yolanda Vargas Dulché e desenhado por Antonio Gutiérrez para a revista Lágrimas, Risas y Amor.

### Televisão
- Rubí (1968) – telenovela mexicana produzida por Valentín Pimstein para Televisa, protagonizada por Fanny Cano.
- Rubí (2004) – telenovela mexicana produzida por José Alberto Castro para Televisa, protagonizada por Bárbara Mori.
- Rubi (2010) – telenovela filipina produzida por ABS-CBN e protagonizada por Angelica Panganiban.
- Rubí (2020) – serie de televisão produzida por Carlos Bardasano para Televisa, protagonizada por Camila Sodi.